# Солянська сільська рада
| Солянська сільська рада — колишній орган місцевого самоврядування у Великоберезнянському районі Закарпатської області з адміністративним центром у с. Сіль. Сільській раді підпорядковані населені пункти: - с. Сіль - с. Домашин |

## Склад ради
Рада складається з 18 депутатів та голови.

## Керівний склад сільської ради
| ПІБ                       | Основні відомості                                                                     | Дата обрання | Дата звільнення |
| ------------------------- | ------------------------------------------------------------------------------------- | ------------ | --------------- |
| Близнець Михайло Юрійович | Сільський голова, 1963 року народження, освіта, безпартійний                          | 26.03.2006   | 31.10.2010      |
| Опаленик Василь Юрійович  | Сільський голова, 1972 року народження, освіта середня загальна, член Партії регіонів | 31.10.2010   |                 |

Примітка: таблиця складена за даними джерела

## Населення
Згідно з переписом УРСР 1989 року чисельність наявного населення сільської ради становила 1262 особи, з яких 594 чоловіки та 668 жінок.
За переписом населення України 2001 року в сільській раді мешкало 1109 осіб.

### Мова
Розподіл населення за рідною мовою за даними перепису 2001 року:
| Мова       | Відсоток |
| ---------- | -------- |
| українська | 99,22 %  |
| російська  | 0,52 %   |
| білоруська | 0,17 %   |
| угорська   | 0,09 %   |